# 9790 Deipyrus
9790 Deipyrus eller 1995 OK8 är en trojansk asteroid i Jupiters lagrangepunkt L4. Den upptäcktes 25 juli 1995 av Spacewatch vid Kitt Peak-observatoriet. Den är uppkallad efter Deipyrus i den grekiska mytologin.
Asteroiden har en diameter på ungefär 33 kilometer.